# Амалыково
Ама́лыково (чув. Амалӑх) — деревня в Янтиковском районе Чувашской Республики. Входит в состав Тюмеревского сельского поселения.

## География
Расположено в 11 км к юг-юго-востоку от села Янтиково, в 1 км от реки Кубня, по которой проходит граница с Татарстаном.

## Население
| 2010 | 2012 |
| ---- | ---- |
| 339  | ↗387 |

В 1858 году в 27 дворах проживало 312 человек.

## История
В 1748 году деревня значилась как «новопоселенная деревня Кибенеево-Амалыково». Её основали жители деревень Ковали, Пинеры современного Урмарского района.
Амалик — имя ковалинского купца. У этого купца были сыновья Кибеней, Шайкка и дочь Марфа. Говорят,[кто?] что они и являются основателями этой деревни. Это происходило в начале XVIII века..